# Australe Sulci
Gli Australe Sulci sono una struttura geologica della superficie di Marte.